# Замора Марта Федорівна

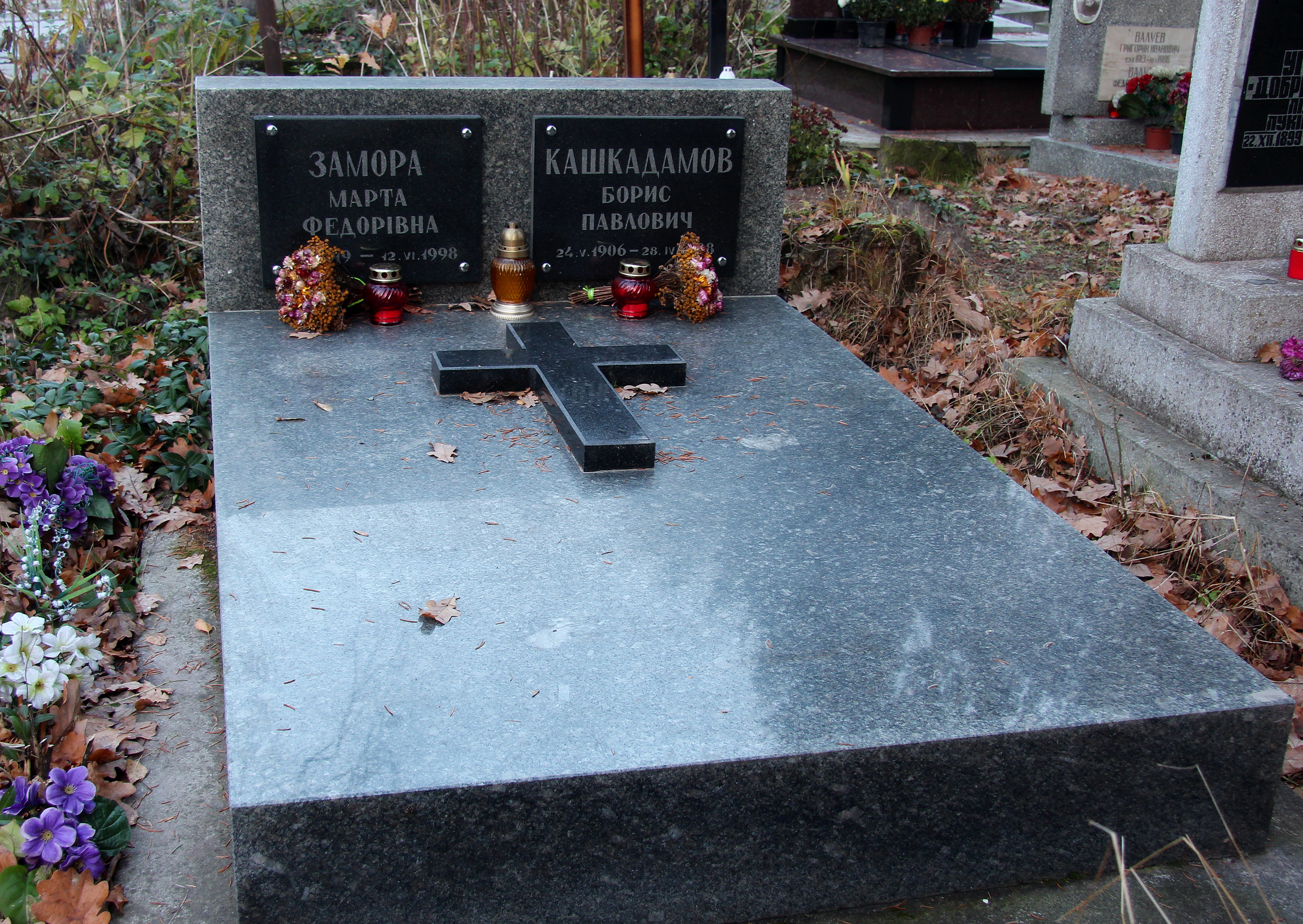

Марта Федорівна Замора (19 лютого 1919, м. Городенка — 12 червня 1998, м. Львів) — науковець в галузі матеріалознавства, педагог, письменниця. Донька Федора Павловича Замори, дружина Бориса Павловича Кашкадамова. Доцент кафедри «Фізика металів та матеріалознавство» Львівської Політехніки.

## Життєпис

### Ранні роки
Марта Замора народилася в Городенці (тепер Івано-Франківської обл.), де в 1916—1919 рр. її батько, відомий діяч народної освіти Федір Замора, був вчителем математики в гімназії імені Тараса Шевченка. Мати Марти, Софія Левицька-Замора, — піаністка і вчителька музики. Цій дитині судилося спізнати численні випробування української історії ХХ століття, але вийти з них гідною представницею свого роду і народу.
Восени 1923 Софія Левицька разом з дітьми, Мартою та її старшим братом Євгеном, переїхала до Радянської України, де на той час Федір Замора працював директором школи в Полтаві. В полтавській Шостій трудовій школі імені Івана Франка Марта стала навчатися від п'яти років і скінчила 5 класів. Влітку 1930 р. вся сім'я переїхала до Харкова, з цим переїздом закінчилося щасливе дитинство Марти. Вже 1931 року арештували батька, а після року арешту, в лютому 1932 він мусив виїхати з Харкова на поселення до міста Білгорода. Сім'я бідувала. В ці роки дівчина була свідком страхітливих сцен Голодомору — голодуючих селян, що напливали до Харкова і помирали на вулицях, довжелезних черг за «комерційним» хлібом, нужденних обідів з кількох картоплинок «в мундирах». Одна за одною надходили трагічні новини про переслідування української інтелігенції. Особливо вразило Марту знищення родини Крушельницьких. Вона захоплювалася вільними й талановитими представниками цієї мистецької родини і з жахом довідалася, що в одну мить їх було засуджено і розстріляно.
1935 р. Марта закінчила 10 клас і вступила до Харківського механіко-машинобудівного інституту. Влітку місяць гостювала у батька в Білгороді, і це було їхнє останнє, відносно тривале спілкування. 13 серпня 1937 року в Харкові обоє її батьків були заарештовані. Брат Євген навчався у Москві, і 18-річна Марта залишилася сама. В інституті від неї вимагали осудити батьків і відректися від них — не згодилася. Тому наприкінці вересня 1937 р. студентку-відмінницю виключили з комсомолу. Вона ж щодня бігала по трьох харківських тюрмах, розшукуючи арештованих родичів. А потім щотижня тричі носила передачі — раз батькові, другий раз — мамі і третій раз — тітці Наталі Гавриловій. Батько й тітка були розстріляні у тому ж 1937 році, а маму вивезли на заслання до Казахстану.

### Перше десятиліття праці
У 1940 році Замора з відзнакою закінчила інститут за спеціальністю «Металознавство в машинобудуванні». До початку війни вона працювала інженером у металографічній лабораторії харківського заводу «Гідропривод». За день до того, як в місто увійшли німецькі війська (24 жовтня 1941), ледь встигла, з маленькою донечкою на руках, виїхати з Харкова останнім приміським поїздом. Війну перебула в евакуації на Уралі, працюючи на тому ж евакуйованому заводі «Гідропривод», а 1944 року, разом з заводом, повернулася до Харкова. Тягнулася до наукової роботи: у 1944—1948 рр. була аспіранткою, а потім молодшим науковим співробітником кафедри металознавства і термообробки Харківського механіко-машинобудівного інституту. У 1949 р. переїхали до Львова і була прийнята на роботу до Львівського державного університету ім. І.Франка, а через рік перейшла до Львівського політехнічного інституту (тепер — НУ «Львівська політехніка»). З 1951 р. і до виходу на пенсію вона обіймала викладацькі посади на кафедрі «Технологія металів», а від 1965 — на кафедрі «Фізика металів та матеріалознавство».

## Наукова і викладацька діяльність
Колишні студенти згадують: «Марта Федорівна мала природжений талант педагога, успадкований від батьків. Могла пояснити чітко й зрозуміло найскладніші питання з фізики металів, прекрасно зорганізувати практичні заняття. Вміла зацікавити молодь своїм нелегким предметом, залучити до наукових досліджень у гуртку. Знання, які давала Марта Федорівна, служили ціле життя; її студенти стали педагогами, науковцями, провідними спеціалістами машинобудівної промисловості. Ті, хто пішов у педагогіку, копіювали шанованого Педагога, а конспект з металознавства правив за джерело українських термінів — у тодішньому дефіциті української наукової літератури». Була разом з братом Євгеном серед тих нечисленних викладачів, які в тодішньому Політехнічному інституті викладали лекції українською мовою.
Людина високого інтелекту, працьовита і цілеспрямована, Марта Замора активно займалася науковими дослідженнями, була видатним науковцем у галузі матеріалознавства. Широким було коло її наукових інтересів: фізичні та механічні методи дослідження матеріалів, вивчення явищ на поверхні взаємодії конструкційних матеріалів з металевими розплавами, розробка методів створення захисних покриттів на металах та сплавах. Брала участь у наукових конференціях, залишила близько 100 наукових праць. 1964 року видала оригінальний навчальний посібник «Нові матеріали в техніці», що на той час був дуже актуальним, не втратив цінності й донині. У травні 1965 Замора захистила кандидатську дисертацію на тему «Фазові перетворення і властивості високохромистої сталі типу Х17», яку високо оцінив офіційний опонент — професор Борис Григорович Лівшиц. До роботи в Науково-дослідному секторі активно залучала студентську та аспірантську молодь. Під її керівництвом у 1970-х роках було захищено п'ять кандидатських дисертацій, частина її вихованців продовжила роботу в інших наукових закладах. З них виросли в подальшому видатні вчені в галузі матеріалознавства — доктори наук, академіки, керівники наукових закладів. У 1979 р. М.Замора вийшла на пенсію, але в Науково-дослідному секторі продовжувала працювати. Як провідного спеціаліста в галузі матеріалознавства її запрошували з лекціями до університетів Польщі та Німеччини.

## Книжка про батька
Марта Замора співпрацювала з секцією «Український родовід» при товаристві «Просвіта». Досліджувала роди Левицьких і Шухевичів — широкі кровні пов'язання своєї матері. Проте була у неї болюча, незагойна рана — обірвана історія життя батька, Федора Замори. Ніколи не припиняла розшукувати його, писала листи у різні інстанції, доводила невинність, вимагала перегляду справи. Та вже тільки в час «перебудови» довідалася жорстоку правду: присуд «10 років без права листування» означав насправді розстріл. І тоді вирішила написати книжку про долю Федора Замори, щоб відновити і донести до людей потоптану правду. Її праця переросла початковий задум приватних спогадів про батька і стала вражаючим, емоційним документом драматичного періоду в історії України. Вона була видана у 1993 році на різографі під назвою «Один із сорока мільйонів». (За підрахунками історика Роя Медведева, жертвами сталінського геноциду стало щонайменше 40 мільйонів радянських громадян). Перевидано ж 2005 року в альманасі «Україна. Наука і культура» під назвою «Півстоліття дороги до правди».

## Особистість
Марта Замора була талановитою і харизматичною людиною з багатими різнобічними зацікавленнями та здібностями. Її любили й цінували як яскраву, неповторну особистість у широкому колі друзів зі шкільних та студентських років, колеґ з місця роботи, численних родичів і приятелів-однодумців з різних сфер громадської діяльності. В 1990-х була активним членом Наукового товариства імені Шевченка, працювала в комісії матеріалознавства. Знаючи кілька європейських мов, приділяла значну увагу проблемам запровадження української технічної термінології. Тривала праця завершилася виданням у 1997 р. тримовного російсько-українсько-англійського термінологічного словника «Матеріалознавство», який охоплює близько 10.000 слів та словосполучень.
Надавала великого значення єднанню родини. Підтримувала і поширювала зв'язки зі старшими й молодшими кревними по лінії Замор, Левицьких, Шухевичів, Старосольських, Гаврилових, Ганкевичів, Кашкадамових. У 1997 році стала співорганізаторкою з'їзду у Львові родини Левицьких, на якому вперше зібралися роз'єднані після Другої світової війни представники роду з Канади, США, Великої Британії та України.
Була завзятою мандрівницею: кожного літа обов'язково виїжджала в Карпати, де організовувала туристичні походи. До походів регулярно залучала не тільки власних дітей, але й своїх студентів та аспірантів, які на все життя запам'ятали підйоми на Говерлю чи Парашку. Мала цікавість до цілого світу, тож у 1980-х разом з чоловіком Б.Кашкадамовим, побувала в республіках Середньої Азії, мандрувала пароплавами по Волзі, великих річках Сибіру й озері Байкал, відвідала острів козацької слави Хортицю і трагічні меморіальні місця на Соловецьких островах. А як тільки з'явилася така можливість, на початку 1990-х поїхала до родичів в Америці й Канаді, відвідала друзів у Німеччині. Мала мистецьку натуру — гарно вишивала, в'язала, любила співати, робила фотографії, розводила квіти. Кожного року на зимові свята влаштовувала дома театральні інсценізації, для яких сама писала сценарії, а акторами залучала дітей, внуків, різних членів родини і друзів.
Марта Замора померла після тривалої, важкої хвороби 12 червня 1998 року. Похована на полі № 1  Сихівського  цвинтаря у Львові.

## Сім'я
Чоловік 
- Кашкадамов Борис Павлович, засновник і директор Львівського автобусного заводу ЛАЗ.

Доньки 
- Кашкадамова Софія Борисівна, інженер-радіотехнік,
- Кашкадамова Наталя Борисівна, музикознавець, професор Львівської музичної академії.

Син 
- Кашкадамов Павло Борисович, бізнесмен, активний діяч Ротарі Інтернешнл.

Зять — Палаш Володимир Миколайович, професор Львівської Політехніки.
Невістка — Кашкадамова (Меренцова) Світлана Миколаївна, лікар.
- Внуки — Палаш Антон Володимирович, директор фірми «Кодіак», Палаш Роман Володимирович, доцент Львівської Політехніки, Кашкадамова Анна Павлівна, художниця, Кашкадамов Олександр, Кашкадамова (Буянська) Євгенія.

## Праці
Замора М. Ф. Нові матеріали в техніці. Розділ «Металічні матеріали». Львів: ЛПІ, 1964. 85 с.
Замора Марта. Федір Замора і Мирослав Січинський. Дзвін: Часопис спілки письменників України. 1995. № 9. С. 92-98.
Матеріалознавство: російсько-українсько-англійський термінологічний словник / С. С. Дяченко, М. Ф. Замора [та ін.]. Ін-т змісту і методів навчання. Київ: [б.в.], 1997. 293 с. ISBN 5-7763-2711-3
Замора Марта. Півстоліття дороги до правди. Україна. Наука і культура: щорічник. Київ, 2004. Вип. 33. С. 160—265. ISSN 0206-8001